# Spituk
Spituk est un village dans le territoire du Ladakh en Inde, situé dans le district de Leh.

## Géographie
Spituk est situé à 3 307 mètres d'altitude.

## Lieux et monuments
- Monastère de Spituk : ce monastère (gompa), situé 7 km à l'ouest de Leh, est l'un des plus importants monastères gelugpa du bouddhisme tibétain au Ladakh (administrant de nombreux monastères subsidiaires). C'est la résidence de Bakula Rinpoché. Abritant 100 moines et une statue géante de Palden Lhamo (que les hindous assimilent à Kâlî), le monastère a été fondé au XIe siècle en tant qu'institution nyingmapa et fut par la suite conquis par les Gelugpa au XVe siècle. En hiver, lors de la fête de Gustor qui marque la victoire du bien sur le mal et l'anniversaire de la naissance de Tsongkhapa, un thangka géant est déployé sur la façade du bâtiment principal entre deux travées de fenêtres[1].